# Alpenzoo Innsbruck
Koordinaten: 47° 16′ 50″ N, 11° 23′ 53″ O
Der Alpenzoo Innsbruck ist einer der höchstgelegenen Zoos Europas (750 m). Auf einer Fläche von rund 10 ha (aktuell sind aber nur 5 ha erschlossen, eine Zooerweiterung fand 2022 statt) befindet sich in diesem Themenzoo der alpinen Tierwelt eine einzigartige Sammlung von ungefähr 150 Tierarten mit 2000 Tieren aus dem gesamten Alpenraum.

## Lage
Der Zoo liegt am Hang der Nordkette unterhalb der Hungerburg im Stadtteil Hötting, unmittelbar anschließend an die Weiherburg. Er ist über die Hungerburgbahn mit einem kurzen Spaziergang, über die Buslinie W oder mit dem Pkw erreichbar.

## Geschichte

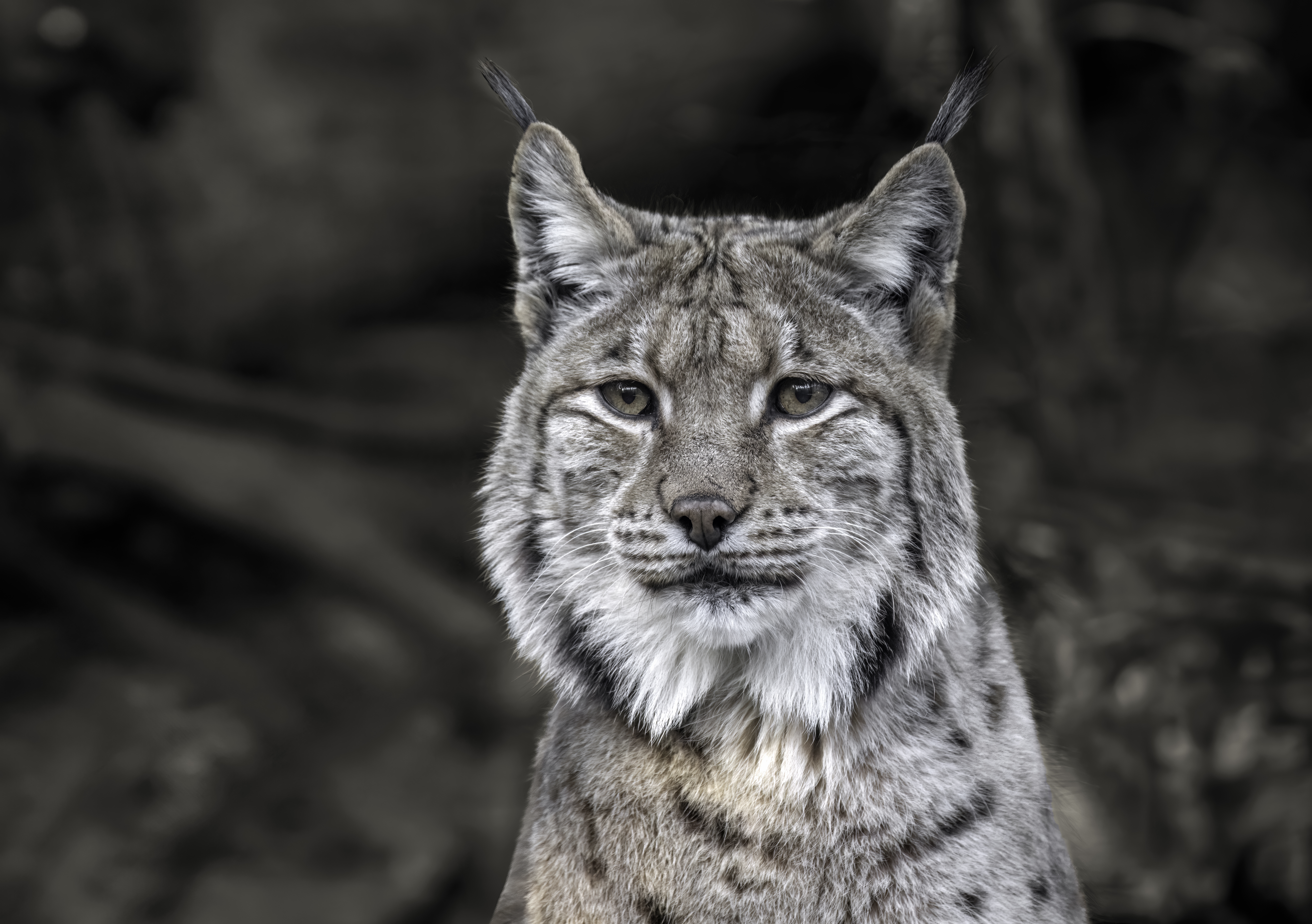
Luchs im Alpenzoo

Der Zoo wurde am 22. September 1962 von Hans Psenner gegründet. Einen Namen machte sich der Zoo durch Wiederansiedlungsprojekte von in Tirol ausgestorbenen oder vom Aussterben bedrohten Tierarten, etwa Bartgeier, Steinböcke und Waldrappe.
Mit der Eröffnung des Zoos wurde eine Brücke zum Renaissance-Tiergarten des 16. Jh. geschlagen und damit der Weiherburg ein Teil ihrer einstigen Umgebung und Atmosphäre wiedergegeben. Gleich beim Eingang erinnert das Bibergehege mit seinem „Weiher“ an die historischen Fischteiche, die der Weiherburg ihren Namen gegeben haben.
Von 1962 bis 1994 war der damalige Innsbrucker Bürgermeister Alois Lugger Präsident des Alpenzoos Innsbruck-Tirol. Auf ihn folgte Herwig van Staa, der seit 1994 das Amt des Präsidenten innehat.
Hans Psenner (1912–1995) gilt als „Vater des Alpenzoos“, hat er doch schon in jungen Jahren für die Idee zur Errichtung eines „Alpinen Tiergartens“ in der Öffentlichkeit geworben. 1962 konnte er dieses Lebenswerk verwirklichen. Hans Psenner blieb bis 1979 Direktor. Einen großen Aufschwung nahm der Zoo unter Helmut Pechlaner (Direktor 1979–1991; 1992–2006 Direktor im Wiener Tiergarten Schönbrunn). Auf ihn folgte von 1992 bis 2017 Michael Martys; seitdem ist André Stadler Zoodirektor.

## Anlagen
Die 2002 errichtete Waldrappvoliere ist für Besucher begehbar. Für den Waldrapp koordiniert der Zoo auch das Europäische Erhaltungszuchtprogramm. Der Zoo besitzt einen Schaubauernhof mit alten Tiroler Nutztierrassen wie Tuxer Rind, Pustertaler Sprintzen, Tiroler Grauvieh, Original Braunvieh, Turopolje-Schweinen, Tauernschecken, Pfauenziegen, Schwarznasenschafen, Alpinen Steinschafen und Brillenschafen sowie Altsteirer und Sulmtaler Hühnern.
2003 bezogen Wisent und Braunbär ihre neuen Gehege. 2005 wurden eine begehbare Auwald-Voliere und 2006 der Paul-Flora-Rabenturm fertiggestellt, ebenfalls 2006 eine große Steinbockanlage und die Großvoliere „Innergschlöß“, eine Kombinationshaltung von Bartgeiern mit Murmeltieren und Alpenkrähen. 2008 bezogen die Gämsen ihre neue Anlage und 2009 wurden sowohl der neue Steinadler-, Eulen- als auch der Raufußhuhnkomplex eröffnet. 2010 erfolgte die Erweiterung des Fischottergeheges, und im Jubiläumsjahr 2012 wurden ein großes Alpensee-Aquarium und Veranstaltungsräumlichkeiten auf dem Platz der alten Terrasse fertiggestellt.
2014 erfolgte der Spatenstich für die 2015 eröffnete Anlage für Birkhühner, Schneehasen und Tannenhäher. Diese wurde anlässlich seines 35-jährigen Bestehens vom Förderverein des Alpenzoos finanziert.
2016 erfolgte die Eröffnung der neuen Zoogastronomie „Animahl“.
2018 bezogen die Baummarder ihr neues Gehege. Im gleichen Jahr wurde ein Geo-Lehrpfad eröffnet, der Einblicke in die Entstehung und Besonderheiten der Alpen gibt. Seit Juni 2018 erfährt man in der „Sumsi-Welt“ vieles über die Honigbiene und ihre zahlreichen Verwandten.
Ende September 2019 wurde die bis zu 14 m hohe und über 1000 m² große Zogg-Troller-Voliere für Gänsegeier und Schmutzgeier eröffnet.
2021 eröffnete in der benachbarten Weiherburg ein gemeinsam mit den Landesmuseen Tirol betriebenes Naturkundemuseum, welches 2022 für den europäischen Museumspreis nominiert wurde.

## Besonderheiten

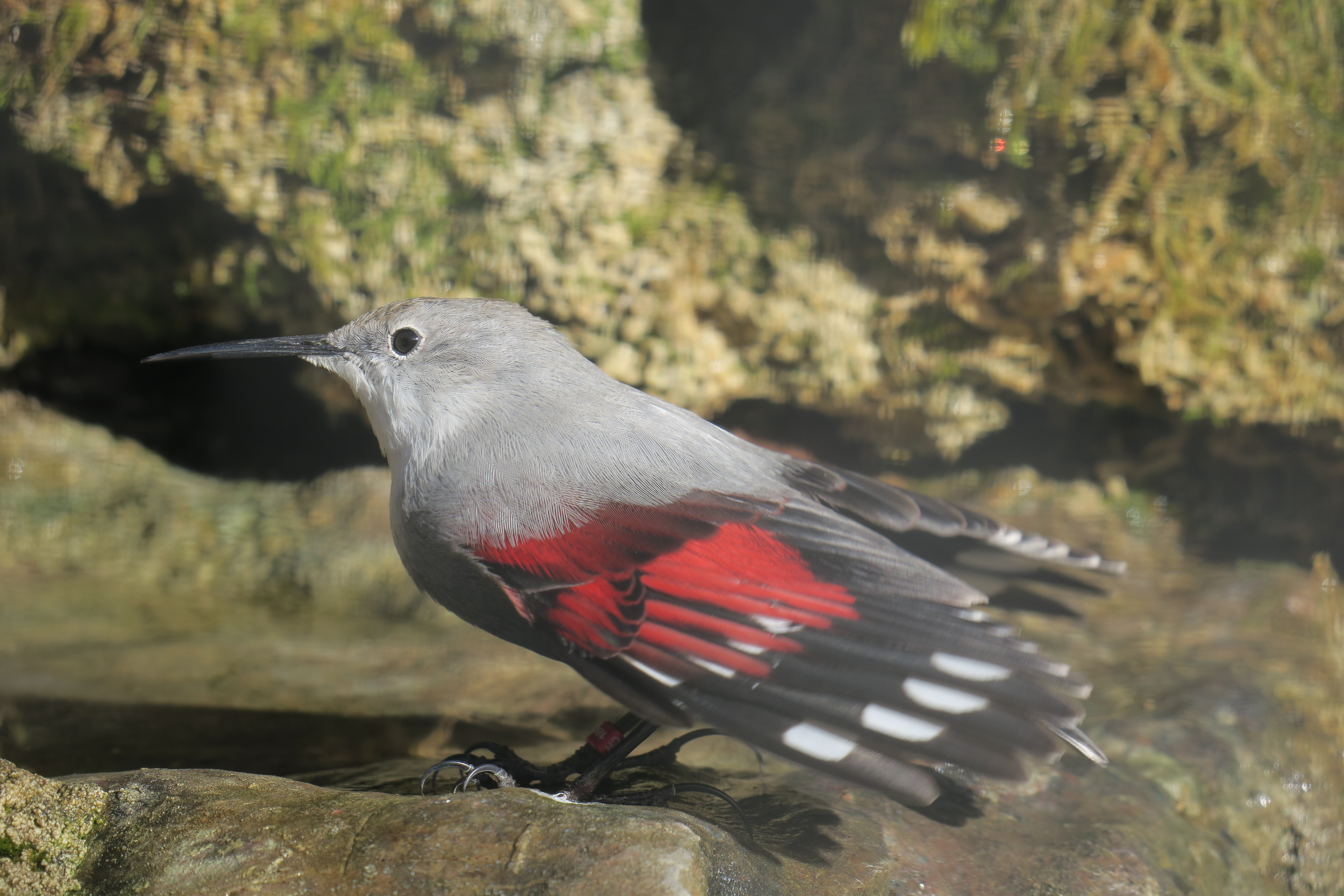
Mauerläufer im Alpenzoo

Als einziger Zoo weltweit hält der Alpenzoo erfolgreich die Vogelart Mauerläufer. Im Zoo befindet sich ferner das nach eigenen Angaben größte Kaltwasseraquarium der Welt. Seit 2020 bzw. 2021 gibt es Artenschutzprojekte für den bedrohten Alpenbock (Rosalia alpina) und die Bayerische Kurzohrmaus (Microtus bavaricus).